# 進步主義
進步主義（英語：Progressivism）是一種在19世紀末至今從北美開始的政治運動和意識形態。進步主義者們支持勞動人權和社會正義的持續進步，他們也是福利國家和反托拉斯法最早的擁護者之一。

## 歷史

### 美國
進步主義者曾主宰美國1890－1920年代的政治中間派，在20世紀初成功影響民主黨和共和黨，並導向民主黨轉為親勞工權益的左翼，而共和黨則走親大企業及銀行業的右翼。在20世紀初期的時候，進步主義者們在總統狄奧多·羅斯福領導下，努力改革美國的政治程序，他們導入總統初選制和無黨派選舉制，成功降低政治角頭的勢力，他們披露腐敗並建立公共管理制度管理對公共資源的壟斷事業，像水利和瓦斯工程等，他們是兒童勞工法（禁止童工）、公共教育和婦女投票權制度的改革和制定的驅動力量，他們的貢獻幫助了1913年美國憲法第十七修正案和1920年美國憲法第十九修正案（女性選舉投票權）的撰寫和批准，他們追求公共運輸的改善，並施壓使政府提高財產稅使得以有更多錢花在學校、公園和其他公共設施上，他們的努力方向通常是州級的改變。
美國過去曾經在三個不同時機場合成立進步主義的政黨，三個進步主義政黨組成皆是由於候選人基於參選總統的需要而成立。第一個是1912年成立，西奧多·羅斯福脫離共和黨參選總統而從共和黨一度分裂出來的進步黨，它是美國近代史上最成功的第三政黨，另外兩個是1924年成立的進步黨和1948年成立的進步黨，這兩個就沒有那麼成功，而1948年，從民主黨分裂出來的進步黨，更被指受共產黨人滲透。
從羅斯福新政到1960年代，美國進步主義運動支持者大多與美國現代自由主義（自由派）者重疊，並主導民主黨的政治方向，但1960年代民權運動過後，進步主義者開始越來越不喜歡由自由派主導民主黨的領導階層，雖然一方面他們認同很多自由派關心的議題，如環境保護及種族平權等，但另一方面民主黨開始不再关注勞動階層、收入不平等等議題。
此外，進步主義者也開始反對傑利蠑螈，廢除美國選舉人團和競選資金透明化等措施。
民主黨的進步派國會議員於1991年組成進步民主黨黨團，這個黨團現今是民主黨眾議員中最大的黨團，但中間派為主的新民主黨聯盟仍然主導民主黨的領導層。部分進步主義者沒加入民主黨，但在選舉後仍加入民主黨黨團（如伯尼·桑德斯），在州及聯邦層面支持民主黨候選人。

## 著名人物
- 狄奧多·羅斯福
- 富兰克林·罗斯福
- 伍德羅·威爾遜
- 珍·亞當斯
- 约翰·杜威
- 路易斯·布蘭戴斯
- 瑪格麗特·桑格
- 乔治·麦戈文
- 厄普顿·辛克莱
- 亨利·華莱士
- 伯尼·桑德斯
- 欧凯秀
- 卓兰·曼达尼
- 山本太郎
- 李在明
- 皮塔·林乍伦拉